# Maria Akraka

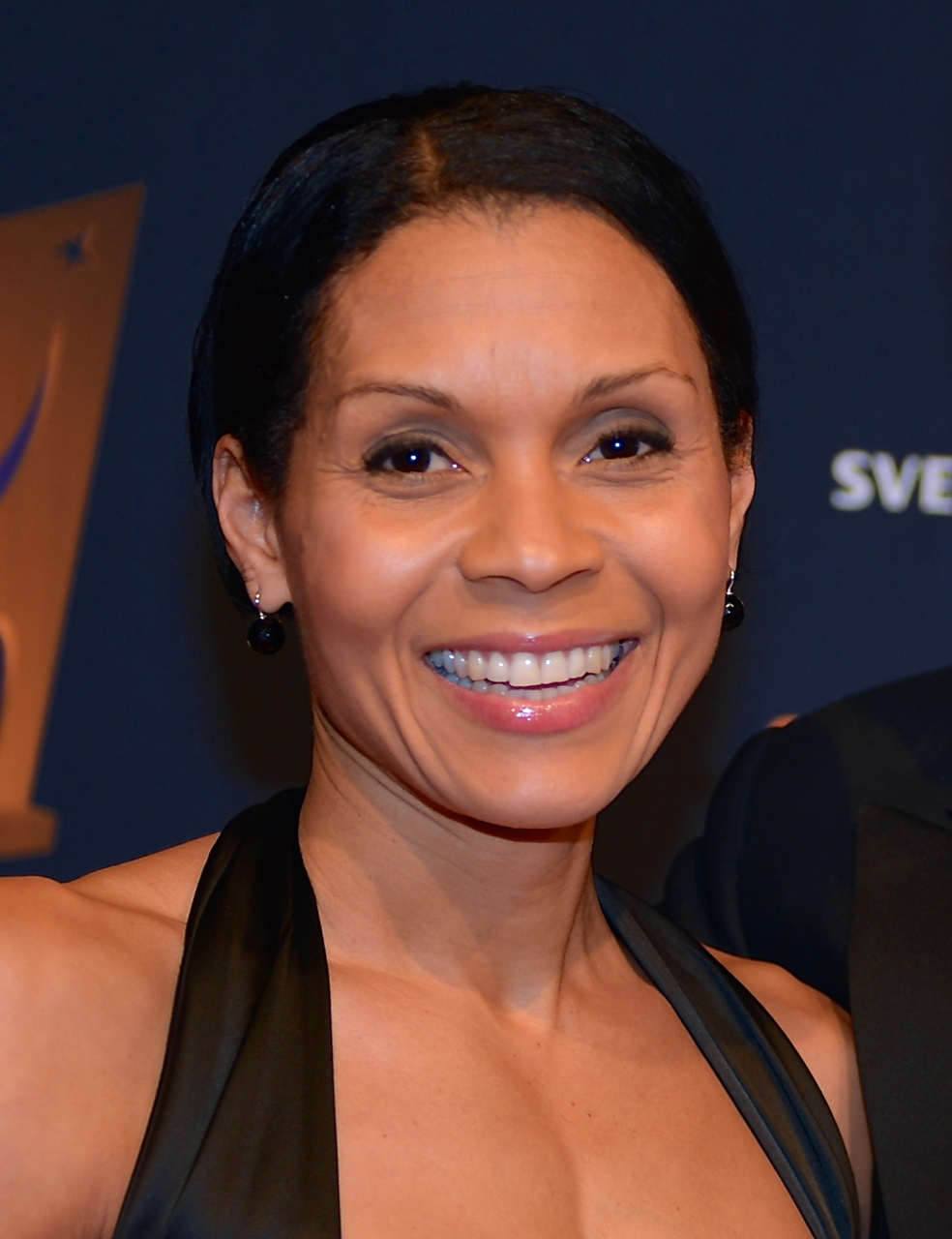
Maria Akraka im Januar 2014

Maria Akraka (Maria Helene Akraka, verheiratete Henriksson; * 7. Juli 1966 in London) ist eine ehemalige schwedische Mittelstreckenläuferin.
1987 erreichte sie bei den Weltmeisterschaften in Rom über 800 Meter das Halbfinale. Bei den Europameisterschaften 1990 in Split und den Weltmeisterschaften 1991 in Tokio schied sie über dieselbe Distanz im Vorlauf aus.
1992 wurde sie über 1500 Meter Achte bei den Halleneuropameisterschaften in Genua und gelangte bei den Olympischen Spielen in Barcelona ins Halbfinale. Über dieselbe Distanz wurde sie bei den Hallenweltmeisterschaften 1993 in Toronto Sechste.
1994 wurde sie bei den Europameisterschaften in Helsinki Zehnte über 1500 Meter und schied über 800 Meter im Halbfinale aus.
1995 erreichte sie bei den Weltmeisterschaften in Göteborg über 1500 Meter und 1998 bei den Europameisterschaften in Budapest über 800 Meter das Halbfinale.
Siebenmal wurde sie Schwedische Meisterin über 800 Meter (1987–1991, 1993, 1994), dreimal über 1500 Meter (1993–1995), zweimal über 3000 Meter (1992, 1993) und einmal im Crosslauf auf der Kurzstrecke (1998). In der Halle holte sie 1993 den nationalen Titel über 800 Meter.
Ihr Vater Smart Akraka ist ein ehemaliger nigerianischer Sprinter. Sie ist mit dem ehemaligen Dreispringer Tord Henriksson verheiratet und wurde nach ihrer aktiven Karriere Sportkommentatorin im schwedischen Fernsehen.

## Persönliche Bestzeiten
- 400 m: 54,50 s, 20. August 1988, Malmö
- 800 m: 2:00,58 min, 8. August 1991, Lahti
  - Halle: 2:00,01 min, 19. Februar 1998, Stockholm
- 1000 m: 2:38,70 min, 24. August 1994, Göteborg (schwedischer Rekord)
  - Halle: 2:40,51 min, 11. Februar 1993, Madrid
- 1500 m: 4:08,63 min, 19. August 1994, Brüssel
  - Halle: 4:07,74 min, 18. Februar 1992, Genua
- 1 Meile: 4:32,04 min, 10. September 1993, London
- 2000 m: 5:47,76 min, 4. September 1994, Sheffield
- 3000 m: 9:04,35 min, 28. August 1994, Stockholm